# Mona Starfelt
Mona Ingrid Starfelt född 9 april 1931 i Katarina församling, Stockholm, död 7 augusti 2008 i Västerleds församling, Stockholm
, var en svensk konstnär, .
Hennes stil beskrivs som naivistisk och hennes alster består till en stor del av färglitografier som ofta hittas inom offentlig utsmyckning.
Motiven är till övervägande delen hämtade från urbana miljöer och inomhusmotiv med inspiration från en relativt stor geografisk diversitet.